# Хурісдіксьйон-де-Сан-Садорніль
Хурісдіксьйон-де-Сан-Садорніль (ісп. Jurisdicción de San Zadornil) — муніципалітет в Іспанії, у складі автономної спільноти Кастилія-і-Леон, у провінції Бургос. Населення — 81 особа (2010).
Муніципалітет розташований на відстані близько 270 км на північ від Мадрида, 70 км на північний схід від Бургоса.
На території муніципалітету розташовані такі населені пункти: (дані про населення за 2010 рік)
- Арройо-де-Сан-Садорніль: 11 осіб
- Сан-Мільян-де-Сан-Садорніль: 44 особи
- Сан-Садорніль: 19 осіб
- Вільяфрія-де-Сан-Садорніль: 7 осіб

## Демографія
Динаміка населення (INE ):